# Joaquín Cortizo Rosendo
Joaquín Cortizo Rosendo (Ribadavia, 4 de octubre de 1932-Las Infantas, 4 de enero de 2018) fue un futbolista español. Se desempeñaba en posición de defensa. Debutó en Primera División, siendo jugador del Real Club Celta de Vigo, el 14 de abril de 1957 en un partido ante el Valencia Club de Fútbol, en el que los gallegos ganaron 2-1. Jugó en la máxima categoría del fútbol español diez temporadas, dos siendo jugador del conjunto celtiña y ocho con el Real Zaragoza de los "Cinco Magníficos". Terminó su carrera en el Real Jaén con el que consiguió el ascenso a Segunda División en 1967. Tras colgar las botas fue secretario técnico y presidente, entre 1987 y 1990, del conjunto jiennense.

## Sanción
Cortizo sufrió la sanción más dura del fútbol español al haber estado 24 partidos alejado de los terrenos de juego, 15 de Liga y 9 de Copa. El castigo le fue impuesto por el Comité de Competición por una acción con Enrique Collar en la que el delantero del Atlético de Madrid acabó con la pierna rota. Joaquín Cortizo sostuvo que fue un simple choque en un balón dividido, tanto es así que el árbitro no le expulsó. Sin embargo el Comité de Competición, presidido por el Conde de Cheles, que según  Cortizo era vicepresidente del conjunto rojiblanco, afirmación desmentida por Collar, le comunicó la abultada sanción días más tarde.

## Clubes
| Club                    | País   | Temporadas        |
| ----------------------- | ------ | ----------------- |
| Real Club Celta de Vigo | España | 1956/57 a 1957/58 |
| Real Zaragoza           | España | 1958/59 a 1965/66 |
| Real Jaén               | España | 1966/67 a 1967/68 |

## Palmarés

### Campeonatos nacionales
| Título           | Club          | País   | Año     |
| ---------------- | ------------- | ------ | ------- |
| Copa del Rey     | Real Zaragoza | España | 1963/64 |
| Copa del Rey     | Real Zaragoza | España | 1965/66 |
| Tercera División | Real Jaén     | España | 1966/67 |

### Campeonatos internacionales
| Título         | Club          | País   | Año     |
| -------------- | ------------- | ------ | ------- |
| Copa de Ferias | Real Zaragoza | España | 1963/64 |